# Limnephilus luridus
Limnephilus luridus är en nattsländeart som beskrevs av Curtis 1834. Limnephilus luridus ingår i släktet Limnephilus och familjen husmasknattsländor. Arten är reproducerande i Sverige. Inga underarter finns listade i Catalogue of Life.